# نوكيا لوميا 925
نوكيا لوميا 925 (بالإنجليزية: Nokia Lumia 925)‏ هو هاتف ذكي من نوكيا ضمن سلسلة لوميا يعمل بنظام ويندوز فون، تم طرحه في الأسواق في 13 سبتمبر 2013.

## الخصائص
- نظام التشغيل: ويندوز فون 8.
- الكاميرا الأمامية: 1.2 ميجابكسل.
- الكاميرا الخلفية: 8.7 ميجابكسل.
- الشاشة:بقياس 4.5 إنش وبدقة 1280×768 بكسل.
- الوزن: 139 غ (4.9 أونصة).
- المعالج: 1.5 جيجا هرتز ثنائي النواة.
- الذاكرة: 1 جيجابايت.
- التخزين: 32 جيجابايت.